# JG Wallace
JG Wallace (ou simplement Wallace), de son vrai nom Stéphane Carpentier, né en 1967, est un scénariste de bande dessinée français.

## Biographie
En 2010, paraît le premier volume de la série F.A.F.L Forces Aériennes Françaises Libres, avec un dessin de Stéphan Agosto : Opération Dynamo (Zéphyr Éditions), le récit portant sur un pilote durant la Seconde Guerre mondiale . Ce premier tome reçoit le Grand Prix 2010 lors du 6e festival des rencontres de la bande dessinée aéronautique et spatiale qui se tenait, à l'époque, au musée de l’Air et de l’Espace du Bourget ,. En 2017, cette série s'achève et compte six volumes ; Planète BD souligne la qualité du scénario : « Si le rythme fait penser à un roman mené tambour battant, l'exactitude pointilleuse des évènements amène un aspect réaliste, pour ne pas dire historique », les personnages sont « attachants » et les relations sont complexes .
À partir de 2013, l'association normande Jubilee et l'association normande de bande dessinée commandent au scénariste et au dessinateur Agosto un album historique sur Dieppe pendant la Seconde Guerre mondiale : Opération Jubilee, allusion à l'opération Jubilee ,. Les planches font l'objet d'une exposition à Dieppe. En 2017 paraît le second volume, par les mêmes auteurs, basé sur « des faits réels lors du raid des forces alliées du 19 août 1942 » : Dieppe 42, histoires d'un raid. Les auteurs s'appuient sur le travail de documentation mené par les responsables historiques de l'organisme.
Toujours en 2017, Wallace participe à l'album collectif Le guide de Paris en bandes dessinées (éditions Petit à petit) sous la direction de Jim . Puis la même année, il scénarise la série Eagle, l'aigle à deux têtes (trois albums entre 2017 et 2019) avec le concours du dessinateur Julien Camp et chez Zéphyr Éditions, l'éditeur spécialisé dans la bande dessinée d'aviation . Cette série (Eagle, ...) et sa série jumelle présentent le destin parallèle de deux pilotes, l'un américain (Eagle), l'autre, allemand (Adler), avant et durant la Seconde Guerre mondiale, la deuxième série, Adler, l'aigle à deux têtes, étant scénarisée et illustrée par deux autres auteurs. 
En 2019, débute la série Air America, qui a pour cadre la guerre du Viêt Nam, avec Julien Lepelletier au dessin et l'apport de Patrice Buendia en tant que co-scénariste. Deux albums de cette série sortent au cours de l'année 2019 à quelques mois d'intervalle : Sur la piste Hô Chi Minh
 puis L’offensive du Têt .

## Œuvre

### Albums
- Le Chant des Terres, dessins de TieKo, Éditions Paquet

1. Sheriffmuir, 2002  (ISBN 2-940199-66-3)
2. Glenscone, 2004  (ISBN 2-940334-20-X)

- Air Forces - Viêt Nam, dessins de J.L. Cash, Zéphyr Éditions

1. Opération Desoto, 2011  (ISBN 978-2-361-18016-4)
2. Sarabande au Tonkin, 2012  (ISBN 978-2-361-18042-3)
3. Brink hotel Saïgon, 2013
4. Crusader dans la tourmente, 2014

- F.A.F.L Forces Aériennes Françaises Libres, dessins de Stéphan Agosto, Zéphyr Éditions

1. Opération Dynamo, 2010  (ISBN 978-2-361-18010-2)
2. El Condor pasa, coscénario de Régis Hautière, 2011  (ISBN 978-2-361-18027-0)
3. Gibraltar, 2012  (ISBN 978-2-361-18053-9)
4. Squadron 340, 2013
5. Rodéo pour un Spit IX, 2014
6. La bataille de Télémark, 2017

- Le vol des Anges, dessins de Cédric Rivera, Zéphyr Éditions

1. Sean, 2009  (ISBN 978-2-9527871-6-1)
2. Royal Flying Corps, 2010  (ISBN 978-2-361-18000-3)
3. Zeppelin sur la Tamise, 2011  (ISBN 978-2-361-18023-2)
4. L'escadrille Lafayette, 2013

- Opération Jubilee, dessins de Stéphan Agosto, ANBD

1. Opération Jubilee, 2014
2. Dieppe 42, histoires d'un raid, 2017

- Guide de Paris en bandes dessinées, 2017, co-scénario : Céka, Davide, Karine Parquet, Nicolas Pona, Thomas Mosdi, dessins de : Alain Paillou, Emmanuel Cerisier, Jean-Louis Thouard, Laurent Seigneuret, Lohran, Marcel Uderzo, Marie Decavel, Olivier Brazao, Thierry Chavant, Thomas Balard, Vincent Dutreuil, éditions Petit à petit
- Eagle, l'aigle à deux têtes, dessins de Julien Camp, Zéphyr Éditions

1. Un destin dans l'orage, 2017
2. Double jeu, 2018
3. Aux sources du mal, 2019

- Air America, co-scénario de Patrice Buendia, dessins de Julien Lepelletier, Zéphyr Éditions

1. Sur la piste Hô Chi Minh , 2019
2. L'offensive du Têt, 2019

- Ciel sans pilote, dessins de Stéphan Agosto, Zéphyr Éditions

1. Tome 1 : Terreur sur la Tamise T1/3, 2020  (ISBN 9782361182892)
2. Tome 2 : Le crépuscule des V1 T2/3, 2020  (ISBN 9782361182717)
3. Tome 3 : Dans l'ombre du V2 T3/3, 2021  (ISBN 9782361183202)